# Billy Burke
William Albert Burke (Bellingham, Washington, 25 de Novembro de 1966), mais conhecido pelo nome artístico de Billy Burke, é um ator estadunidense, célebre por suas participações especiais em várias séries de televisão, como 24, Party of Five, Gilmore Girls e Monk. Suas participações em filmes também não deixam de ser numerosas, entre estas, podemos destacar: Jane Austen's Mafia!, Fracture e Dill Scallion, onde atuou no papel-título.
Burke também participou da franquia de sucesso, Saga Crepúsculo (Crepúsculo, Lua Nova, Eclipse, Amanhecer - Parte 1 e Amanhecer - Parte 2) baseada nos livros da célebre escritora Stephenie Meyer. Nos filmes o ator faz o papel de Charlie Swan, pai da Bella (interpretada por Kristen Stewart) e também xerife da cidade de Forks.
Burke também é conhecido por ser um corajoso jogador de pôquer, e um dos "rostos famosos" do site de pôquer online, Hollywood Poker, da empresa Ongame Network. Atualmente, está na série Zoo como Dr. Mitch Morgan.

## Filmografia

### Televisão
- 2021 Maid como Hank
- 2020 9-1-1: Lone Star Captain Billy Tyson
- 2018 FBI como Rowan Quinn
- 2016 Chicago P.D. como Jake
- 2015 Zoo como Dr. Mitch Morgan
- 2012 Revolution como Miles Matheson
- 2010 Rizzoli & Isles como Gabriel Dean
- 2009 Fringe como Lucas Vogel
- 2004 The Jury como John Ranguso
- 2004 The Closer como Phillip Stroh
- 2004 Monk como Brad Terry
- 2003 Karen Sisco como Merle Salchek
- 2003 24 como Gary Matheson
- 2003 Gilmore Girls como Alex Lesman
- 2000 Wonderland como Dr. Abe Matthews
- 1996 Party of Five como Gil
- 1995 Vanishing Son como Spider McKeun
- 1995 All-American Girl como Cody
- 1994 Star Trek: Deep Space Nine como Ari

### Cinema
- 2018	Breaking In com Eddie
- 2017 Good After Bad com Wes
- 2016 Lights Out (2016) como Paul
- 2015 Divine Access como Jack Harriman
- 2013 Highland Park como Lloyd Howard
- 2013 Angels in Stardust como CowBoy
- 2012 Amanhecer: Parte 2 como Charlie Swan
- 2011 Drive Angry como Jonah King
- 2011 A garota da capa vermelha como Cesaire
- 2011 Amanhecer: Parte 1 como Charlie Swan
- 2010 Eclipse como Charlie Swan
- 2009 Lua Nova como Charlie Swan
- 2008 Crepúsculo como Charlie Swan
- 2008 The Grift como Wade
- 2008 Untraceable como Det. Eric Box
- 2007 Feast of Love como David Watson
- 2007 Forfeit como Frank
- 2007 Fracture como Robert Nunally
- 2007 Three Days to Vegas como Billy Simpson
- 2007 The Fallen como Wade
- 2004 Ladder 49 como Dennis Gauquin
- 2003 Lost Junction como Jimmy McGee
- 2003 Something More como Peter
- 2001 After Image como Sammy
- 2001 Along Came a Spider (filme) como Ben Devine
- 2000 The Independent como Dwayne
- 1999 Dill Scallion como Dill Scallion
- 1998 Without Limits como Kenny Moore
- 1998 Jane Austen's Mafia! como Joey Cortino
- 1991 To Cross the Rubicon como James Bird